# Ashoka

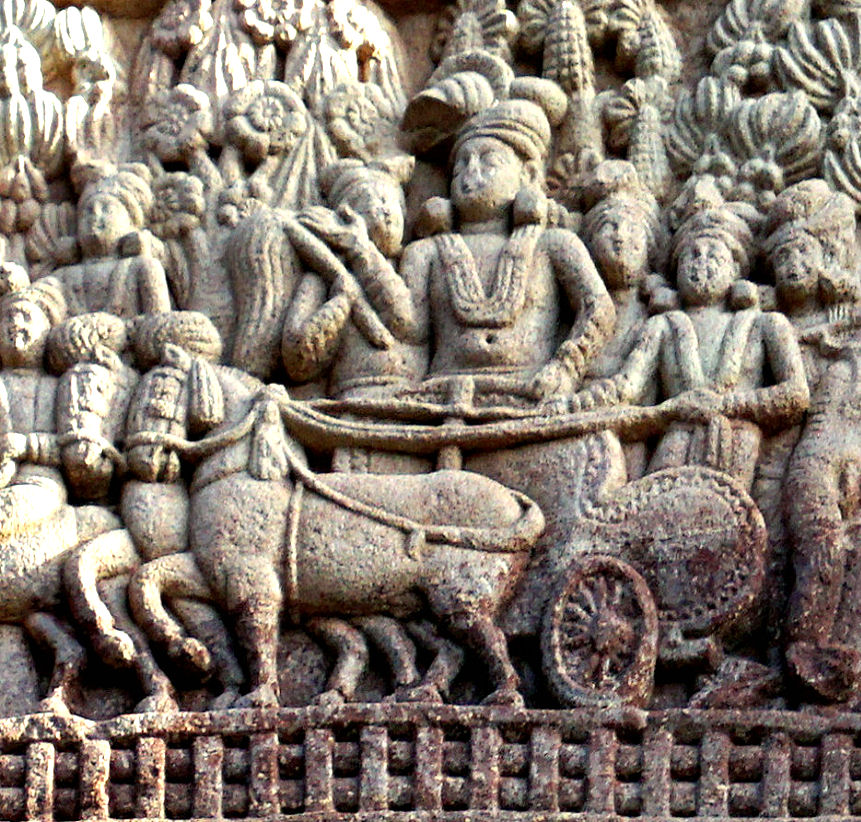
Ashoka

Ashoka ("gudarnas älskade"), (IAST:Aśoka) född 304 f.Kr., död 232 f.Kr., tredje monark av Mauryadynastin sonson till Chandragupta Maurya, son till Bindusara. Under hans regeringstid 273–232 f.Kr. utvidgades riket till att omfatta i stort sett hela den indiska halvön samt nuvarande Baluchistan och Afghanistan. Centrum i riket var Magadha i nuvarande Bihar. Ashoka omvändes till buddhismen och var aktiv i att sprida den läran i sitt rike.

## Liv

### Barndom och ungdomsår

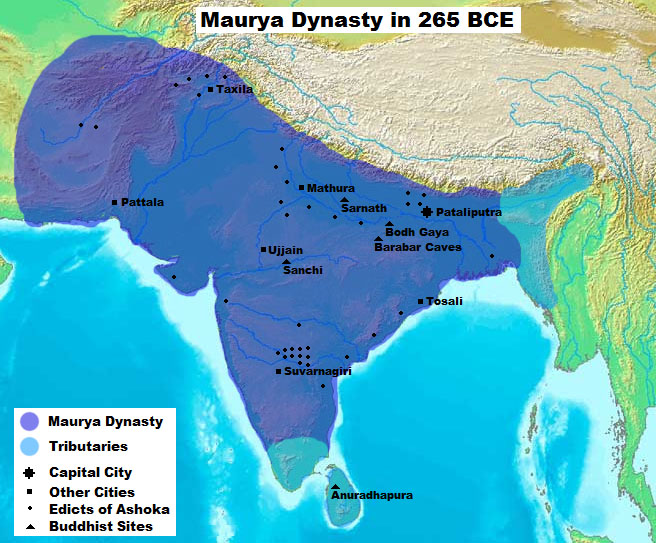
Mauryariket cirka år 265 f.Kr. Riket sträcker sig från Afghanistan till Bangladesh/Assam och från Centralasien (Afghanistan) till Tamil Nadu/södra Indien.

När Ashokas far Bindusara skulle stiga ner från tronen, skulle ett av hans barn ta över. Dock mördade en lönnmördare vart och ett av Bindusaras barn, till enbart Ashoka var kvar. Ashoka valdes till härskare 273 f.Kr. Hans styre sågs som hårt, och avrättningar var vanligt förekommande, även för mindre brott. Han erövrade så gott som hela den indiska halvön, samt Baluchistan och Afghanistan, med bland annat ett uppror i Kalinga (idag Orissa) år 260 f.Kr., där 100 000 personer dödades och 150 000 deporterades. Därefter förklarade han sig trött på blodsutgjutelse, och ansåg att han inte hade något att vinna på krig och ingen anledning att vara rädd för invasioner.

### Religiös omvälvning
Istället försökte han med all sin kraft vinna landsmännen såväl som utländska folk för Buddhas nya lära. Han ansåg att man skulle undvika det onda, utöva dygder samt försöka nå glädje i himlen. Hans nya styre inledde en era med fred och intern utveckling. Han högg in texter i klippor och pelare som förmanade människor att inte döda, vara frikostiga, vara troende och inte splittrade, ge gåvor till församlingar, bygga tempel, och att älska och respektera allt levande och så vidare. Sådana gåvor gav Ashoka själv. Det att man inte fick döda gällde förutom människor även andra djur. Djurlivet skyddades genom hans lag mot sportjakt och brännmärkning, vilket ledde till att många indier blev vegetarianer.
För att förbättra gemene mans ambitioner och kunskaper byggde han universitet, vattenöverföring och konstbevattningssystem för handel och jordbruk. Oavsett religion, politik och kast behandlade han sina underordnade som jämlikar, och grannländer skulle istället för att övervinnas bli respekterade allierade. Han blev en aktiv utövare av buddhismen och byggde 84 000 stupor. Hans familjemedlemmar sändes på religiösa pilgrimsresor, och involverade sig djupt i dharma, som han önskade att alla hans underordnade skulle leva efter.

### Statsförvaltning
Redan Chandragupta Maurya hade styrt sin stat med hjälp av en utbildad tjänstemannakår. Ashoka bibehöll och vidareutvecklade denna organisation. Det ålåg särskilda tjänstemän att bevaka gränslanden och förvalta rikets och hovstatens finanser samt understödja kungen i rättsliga och politiska frågor. Rikets stora provinser förvaltades av kungahusets medlemmar. Liksom Ashoka själv som prins hade styrt Ujjain och Taxila så gav han sina söner liknande uppdrag.
Ett centralt ämbetsverk hade i uppdrag att övervaka de talrika religiösa sekterna, som Ashoka även som buddhist behandlade välvilligt. Dessutom inrättades en myndighet med uppdrag att utarbeta skriftliga redogörelser för de religiösa och sociala förhållandena. Stora möten hölls vart femte år i Pataliputra. Där utfärdades lagar och förordningar och priser delades ut för framstående arbeten såväl inom vetenskapen och konsten som på näringslivets område.

## Död och eftermäle
Efter Ashokas död började Mauryariket snabbt förfalla. Hans huvudstad Patna är idag delstatshuvudstad i den indiska delstaten Bihar. Inom språkvetenskapen är dock Ashokas minne levande. De äldsta och ålderdomligaste exemplen på det medelindiska språket finns i Ashokas inskrifter. På Sri Lanka räknas Ashoka som buddhismens beskyddare och grundare av den buddhistiska missionen. Man anser där att han leddes av en buddhistisk medlidandemoral, och att han som härskare var idealiserad. Buddhismen var framträdande i Indien till fram på 700-talet e.Kr. Ashoka har kommit att ses som en av mest exemplariska regenterna i världshistorien. Den brittiske historikern och författaren H.G. Wells skrev att "Bland de tiotusentals monarker som finns historien ... lyser Ashoka, och lyser nästan ensam, som en stjärna." Sonen Mahinda begav sig till Ceylon och omvände där singaleserna.
Kunskapen om Ashokas liv var länge bristande, tills man under 1800-talet fann ett antal indiska, nepalesiska, pakistanska och afghanistanska edikt och graverade pelare om honom, vilka förklarar hans reformer och policier och förkunnar hans råd till sina underordnade. Dessa skrivelser var de första skrivelserna i Indien sedan staden Harappa, men skrevs inte på sanskrit utan prakrit. En av pelarna har en text som lyder "Jag ser främjandet av mitt folks välfärd som min högsta plikt" Symbolen i mitten av Indiens flagga är Ashoka Chakra, en speciell chakra.